# Ельбе (судно)
«Ельбе» (англ. Elbe) — 1693-тонне трищоглове залізне вітрильне судно довжиною 257 футів, шириною 38,2 футів і глибиною 23,1 фути. Судно назване на честь річки Ельби, найдовшої річки Німеччини, і спущене на воду в липні 1887 року. В основному використовувалося для транспортування індійських робітників до колоній.